# Microspizias
Microspizias is een geslacht van vogels uit de familie van de havikachtigen (Accipitridae). Er zijn twee Microspizias soorten, die vroeger werden geclassificeerd in het geslacht Accipiter. Uit een fylogenetische studie, gepubliceerd in 2021, bleek dat beide soorten sterk verschilden van de soorten uit Accipiter. Ze werden daarom geplaatst in dit nieuwe geslacht.
- Microspizias collaris  – Kraagsperwer
- Microspizias superciliosus  – Amerikaanse dwergsperwer